# Test dell'UBC (Urinary Bladder Cancer - antigene urinario del cancro della vescica)
Il test riconosce i frammenti solubili delle citocheratine 8 e 18 rilasciate nelle urine in seguito all'esfoliazione delle cellule maligne dell'urotelio. 
Tali citocheratine sono presenti in grandi quantità nell'epitelio pseudostratificato, transizionale e nei carcinomi derivati da tali tessuti, incluso la vescica.
Tale antigene viene dosato sulle urine e, poiché è significativamente più elevato nei campioni di soggetti affetti da cancro della vescica a cellule transizionali rispetto a campioni di urine di soggetti normali, viene utilizzato specificamente per la diagnosi di tale tipo di tumore.
Il dosaggio di tali frammenti solubili delle citocheratine è effettuato con metodiche immunochimiche che utilizzano anticorpi altamente specifici verso epitopi presenti su di esse.
L'utilizzo dell'UBC come marcatore urinario del cancro della vescica è tuttavia ancora limitato.